# 中山和久
中山 和久（なかやま かずひさ、1930年1月7日 - 2016年11月24日）は、日本の法学者。専門は労働法。早稲田大学名誉教授。

## 経歴
福岡県出身。早稲田大学法学部卒。早稲田大学助教授、教授等を務めた。1963年、国際労働機関(ILO)理事会が招集した公務専門家会議に参加。日本が結社の自由及び団結権の保護に関する条約(ILO87号条約）に批准する為に尽力した。1996年、日本学術会議第2部長。2000年定年退任、名誉教授、埼玉女子短期大学学長。

## 著書
- 『ILOと労働基本権』日本評論新社、1963年
- 『官公労働法と労働者の権利』労働旬報社　1964
- 『ドライヤー報告と官公労働法』労働旬報社　1965
- 『公務員法入門』労働旬報社　1967　労旬新書
- 『公務員法と権利闘争 判例の総括とその理論の解明』労働旬報社　1968　労旬新書
- 『公労法入門』労働旬報社　1968　労旬新書
- 『労働法 1』成文堂　1971　法学基本問題双書
- 『公務員の労働基本権 ILO・国際水準の到達点と権利闘争』労働旬報社　1972
- 『争議権裁判例の軌跡 現代官公労働法の焦点』一粒社　1975
- 『私たちのスト権読本 スト権の回復の国民的合意めざして』労働旬報社　1976　労働組合教科書シリーズ
- 『ストライキ権』岩波書店、1977年
- 『不当労働行為論』一粒社、1981年
- 『ILO条約と日本』岩波新書、1983年
- 『最新労働時間法 正しい知識と活用法』労働旬報社　1988　ヒューマン・ネットワーク・シリーズ

## 共編著
- 『自治体労働者の権利』青木宗也共編　労働旬報社　1974
- 『スト権奪還闘争』籾井常喜,富塚三夫共著　労働教育センター　1975
- 『労働組合法の基礎』本多淳亮共編　青林書院新社　1976　基礎法律学大系
- 『看護職員 その権利と労働条件 ILO看護職員条約のすべて』編著　労働旬報社　1979
- 『官公労働法の基礎』青木宗也共編　青林書院新社　1980　基礎法律学大系
- 『労働法の主要問題 1』竹下英男共編著　エイデル研究所　1985
- 『看護職員の権利 看護を変える』江尻尚子共編著　労働旬報社　1989　医療ブックス
- 『JRにおける労働者の権利』青木宗也共編著　日本評論社　1993
- 『教材 国際労働法』編著　三省堂、1998年

## 翻訳
- 『ドライヤー報告 全文』片岡曻共訳　労働旬報社　1966